# Тайо (епископ)
Та́йо (Taio, лат. Taius, совр. исп. Tajón, род. ок. 600 — ум. ок. 683) — епископ Сарагосы в 651—664 годах, в вестготский период, церковный писатель.

## Биография
По свидетельству его предшественника на сарагосской кафедре Браулио, около 632 года Тайо стал священником, а около 650 года — аббатом (монастырь, где он был настоятелем, точно неизвестен, но по некоторым данным это был монастырь Санта-Энграсия в Сарагосе). В 646—649 годах совершил поездку в Рим, где искал и изучал сочинения папы Григория I. В 651 году стал епископом Сарагосы, участвовал в заседаниях Восьмого, Девятого и Десятого Толедских соборов. Принимал участие в подготовке издания Вестготской правды, правового кодекса вестготов. В 653 году пережил осаду Сарагосы армией вестготского вельможи Фройи, мятеж которого поддерживали баски.
Тайо — автор двух важных трудов, обширного сочинения Sententarium libri quinque (Пять книг сентенций) и Excepta Gregorii (Извлечения из Григория).
Сентенции — сочинение компилятивного характера, в основном он цитирует Григория I, Исидора Севильского и Августина Аврелия, к которым Тайо периодически добавляет свои комментарии. Сочинение систематизировано по главам, первая глава посвящена Богу и триадологии, вторая — христологии и экклезиологии, третья и четвёртая — нравственному богословию, пятая — эсхатологии.
Извлечения — также компилятивный сборник, составленный в основном из комментариев Григория I на отдельные книги Библии.
Тайо был тщательным компилятором, не претендующим на оригинальность и собственные богословские выводы, однако его труды очень важны в контексте изучения богословия Григория I и богословской мысли VI—VII веков.